# Strymon alea
Strymon alea is een vlinder uit de familie van de Lycaenidae. De wetenschappelijke naam van de soort werd als Thecla alea in 1887 gepubliceerd door Godman & Salvin.

## Synoniemen
- Callicista laceyi Barnes & McDunnough, 1910